# Adrienne van Hogendorp-s' Jacob
Adrienne Jacqueline-'s Jacob o Adriennevan de Hogendorp (Jakarta, 28 de gener de 1857 – Scheveningen, 19 de setembre de 1920) fou una pintora de bodegons neerlandesa.
Jacob va néixer a Jakarta, de pares neerlandesos. Es va formar com a pintora amb Martinus Wilhelmus Liernur, Simon van den Berg i Margaretha Roosenboom. Va ser membre d'Arti et Amicitiae a Amsterdam i del Pulchri Studio a La Haia. Va mostrar les seves obres a l'Exposició Universal de Chicago (1893).
La seva pintura Flower Still Life va estar inclosa el 1905 dins del llibre Women Painters of the World.

## Galeria

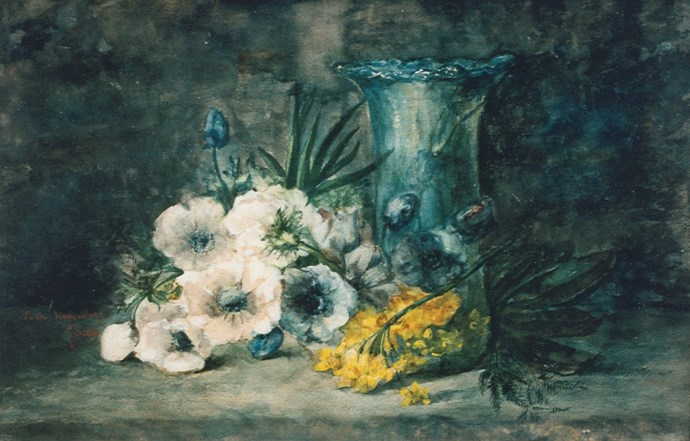
Bodegó floral
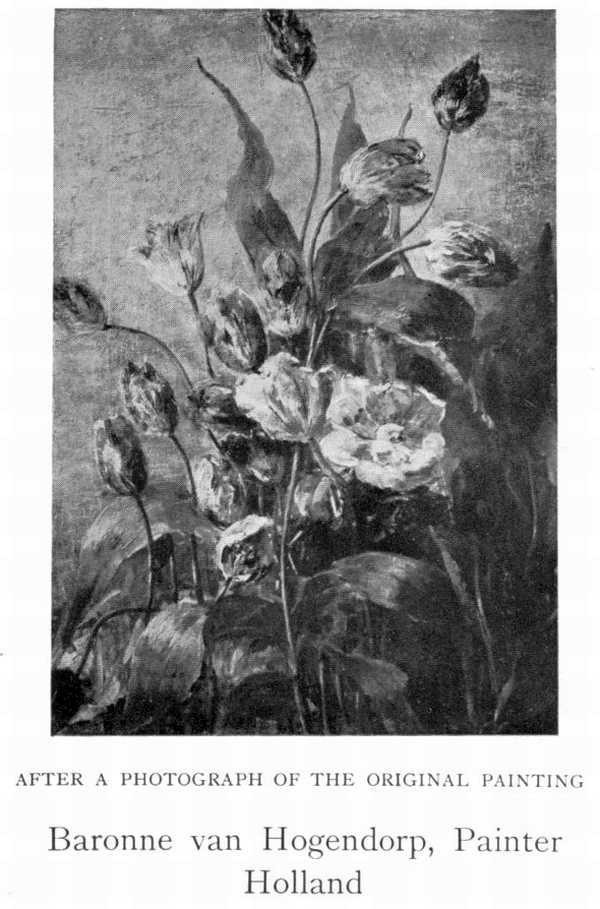
Bodegó floral
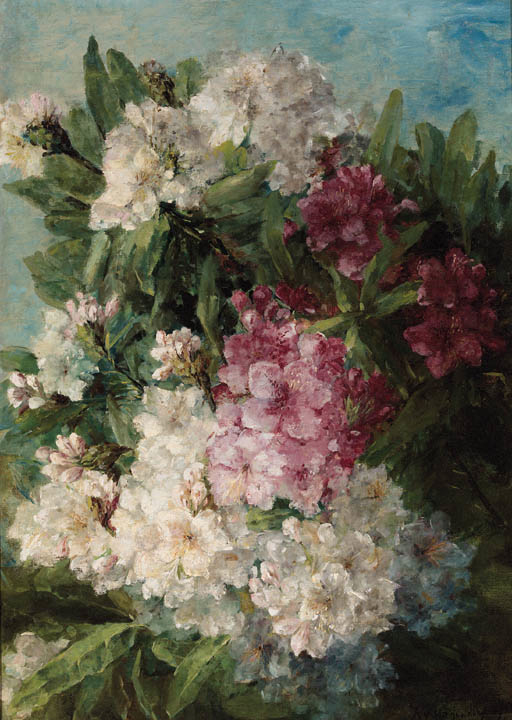
Rhododendros
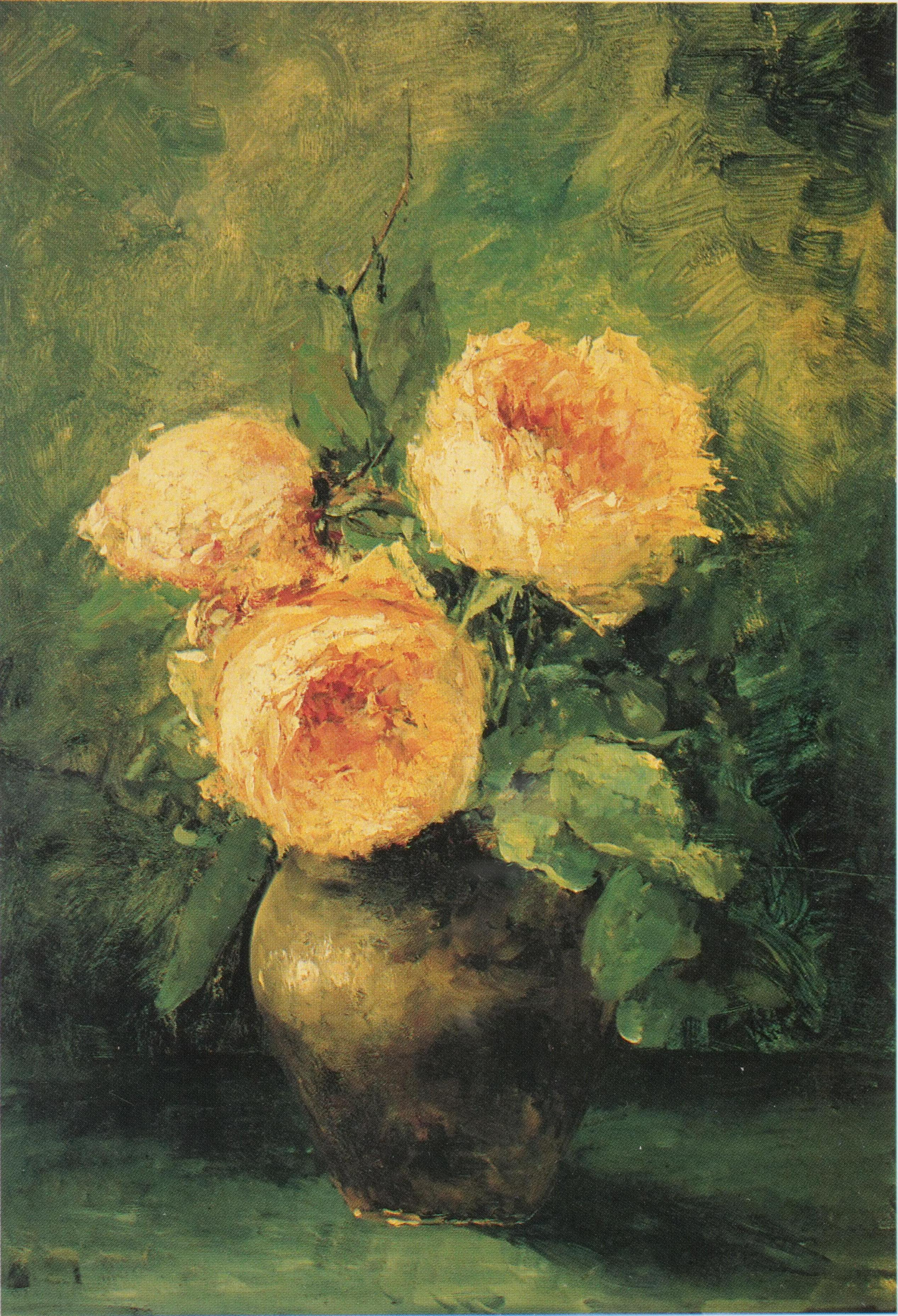
Bodegó floral